# Geiersbach (Bessenbach)
Der Geiersbach ist ein linker Zufluss des Bessenbachs im Landkreis Aschaffenburg im bayerischen Spessart.

## Geographie

### Verlauf
Der Geiersbach entspringt zwischen Winzenhohl und Keilberg am Geiersberg (256 m). Er verläuft in östliche Richtung. In Keilberg mündet er in den Bessenbach.

### Flusssystem Aschaff
- Liste der Fließgewässer im Flusssystem Aschaff

## Einzelnachweise

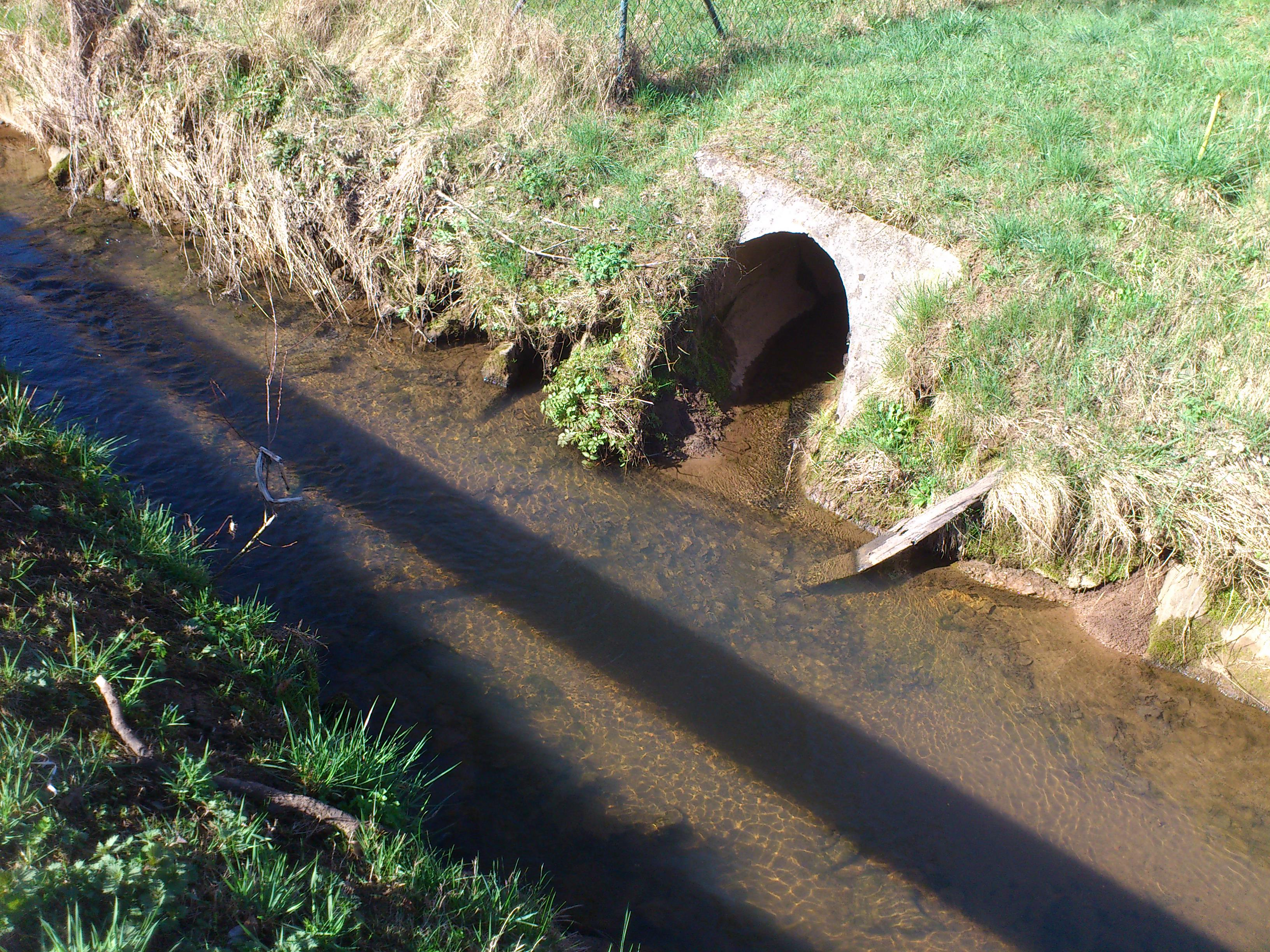
Der Geiersbach (Rohr hinten) mündet in den Bessenbach